# Guy Marchand
Pour les articles homonymes, voir Marchand.
Pour les articles ayant des titres homophones, voir Guy Marchant et Guy Marchamps.
Guy Marchand, né le 22 mai 1937 dans le 20e arrondissement de Paris et mort le 15 décembre 2023 à Cavaillon, est un acteur, chanteur, musicien, auteur et écrivain français.
À la fois pianiste, saxophoniste et clarinettiste, il joue du jazz, du blues et du tango.
Au cinéma, il a notamment tourné pour Robert Enrico, François Truffaut, Jean-Charles Tacchella, Claude Pinoteau, Philippe de Broca, Maurice Pialat, Claude Miller, Bertrand Tavernier, Diane Kurys, Gérard Lauzier, Alexandre Arcady, Gérard Krawczyk, Costa-Gavras, Pierre Granier-Deferre, Alain Corneau, Jean-Marie Poiré, Édouard Molinaro, Christophe Honoré ou encore le réalisateur britannique Guy Hamilton.
En 1982, la chanson Destinée, qu'il a coécrite et interprétée, est popularisée grâce au film de Claude Zidi, Les Sous-doués en vacances dans lequel il joue la star Paul Memphis.
La même année, il tient le rôle d'un journaliste dans le film Nestor Burma, détective de choc de Jean-Luc Miesch  aux côtés de Michel Serrault avant d'incarner lui-même le célèbre détective privé de Léo Malet dans la série télévisée diffusée sur France 2 entre 1991 et 2001.
Par ailleurs, il a interprété pour TF1 l'inspecteur Mathieu dans Opération Trafics en 1980-1981 et le rôle principal dans la série Fargas de 2003 à 2007. Il a également joué dans deux épisodes de Dix pour cent et est apparu, entre autres, dans Les Cinq Dernières Minutes, Nos chers voisins et Scènes de ménages.

## Biographie
Guy Émile Marchand naît le 22 mai 1937 dans le 20e arrondissement de Paris,. Fils d'un ferrailleur et d'une femme au foyer, il grandit dans les difficiles années d'occupation et d'après-guerre à Belleville, quartier de l'Est de Paris, où il est frappé à l'âge de dix ans par la tuberculose. Pour favoriser sa convalescence, il séjourne chaque année trois mois et jusqu'à l'âge de quatorze ans, dans la maison qu'ont achetée ses parents dans la Sarthe, où sur la jument de l'exploitation d'un fermier voisin, à Juillé, il découvre l'équitation ; de ces séjours, il garde pour toute sa vie la passion des chevaux,. À Paris, il fréquente le cinéma Le Danube, rue du Général-Brunet, comme Claude Moine, le futur « Eddy Mitchell », lui aussi du quartier mais cinq ans plus jeune, qui sera plus tard un ami. Pendant ses études secondaires, au lycée Voltaire, il joue de la clarinette la nuit dans les boîtes de Saint-Germain-des-Prés.
Il fait son service militaire comme élève officier de réserve (EOR) à la base école des troupes aéroportées (BETAP) de Pau, et est affecté comme sous-lieutenant – breveté parachutiste – dans un régiment du train aéroporté, plus précisément au groupe de livraison par air (GLA 1) à Montigny-lès-Metz en 1962. Cela lui vaudra d'être mis en subsistance pendant quelque temps au sein du 3e régiment étranger d’infanterie (3e REI), comme officier de liaison, lors de la guerre d’Algérie. Il intègre un temps la Légion étrangère. C'est au titre d’officier parachutiste qu'il fait partie, au début des années 1960, des conseillers techniques du film Le Jour le plus long et entre dans le monde du cinéma. Il indique avoir « sauté en parachute 60 fois » dans toute sa vie.

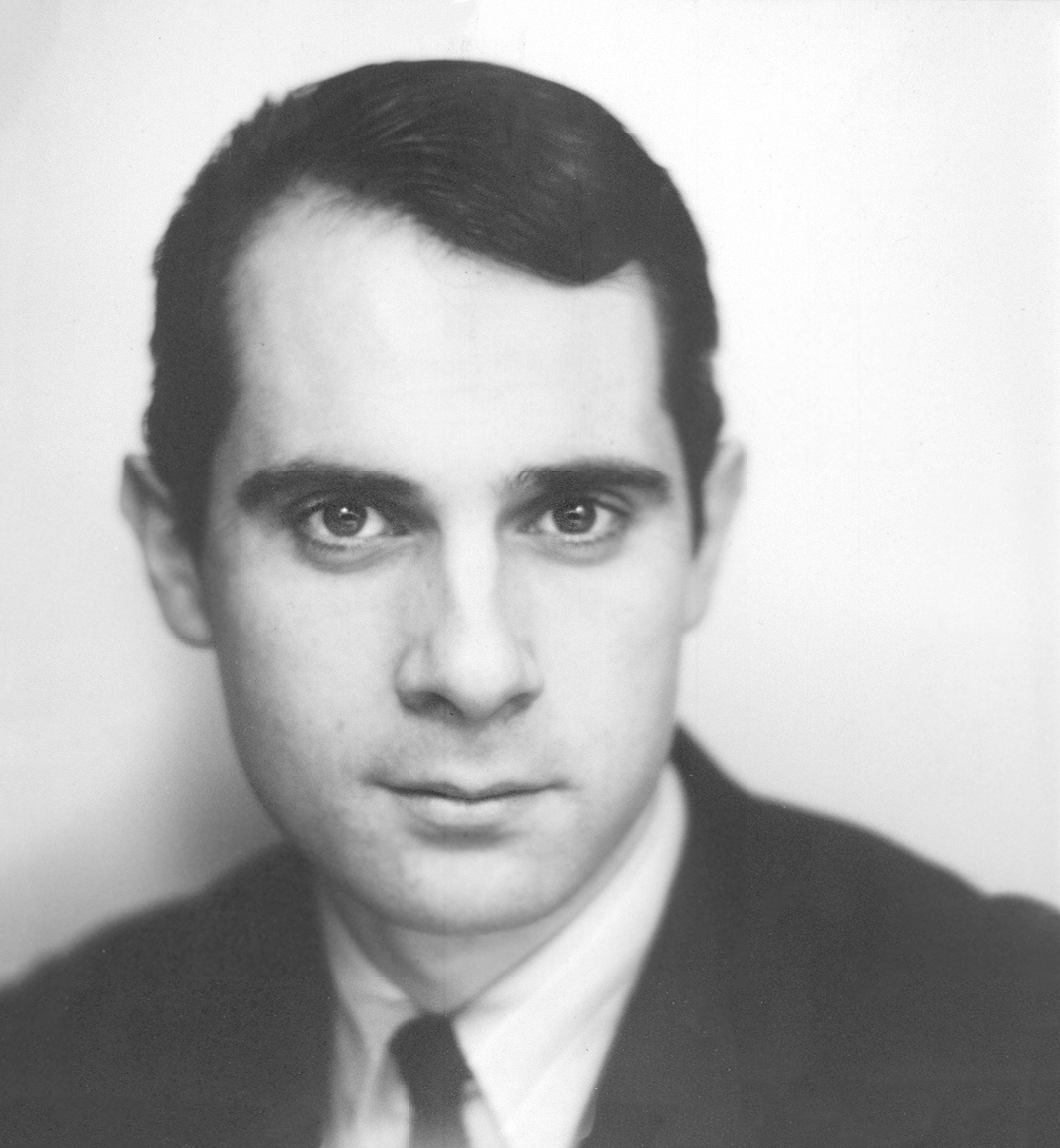
Guy Marchand en 1965. Photo d'identité (Sacem).

Doté d'une voix de crooner, il connaît un premier succès dans la chanson avec son interprétation d'un tube de l'été 1965 La Passionata. Plusieurs albums et singles suivent avec un égal succès. Guy Marchand, qui adore le tango, est aussi l'interprète, en 1982, de la chanson Destinée (paroles de Philippe Adler, musique de Vladimir Cosma), sur la bande originale des films Les Sous-doués en vacances, de Claude Zidi, et Le père Noël est une ordure, de Jean-Marie Poiré. Guy Marchand dit d'ailleurs considérer avec humour que Destinée, au même titre que sa publicité pour le PMU aux côtés d'une jeune femme et de son confrère André Pousse (au slogan final Avec le PMU, aujourd'hui, on joue comme on aime), est sa principale contribution au patrimoine culturel.
Au cinéma, après un premier rôle de parachutiste (coupé au montage) dans le film américain Le Jour le plus long (1962),, il joue, aux côtés de Lino Ventura et de Brigitte Bardot, dans Boulevard du rhum, de Robert Enrico (1971). Cousin, Cousine, de Jean-Charles Tacchella (1975).
Il se fait également remarquer dans Coup de torchon, de Bertrand Tavernier (1981), auprès de Philippe Noiret.
Sa carrière cinématographique est marquée par de nombreux seconds rôles comme celui de l'inspecteur adjoint de Lino Ventura dans Garde à vue de Claude Miller, qui lui vaut le César du meilleur acteur dans un second rôle en 1982.
La même année, il joue dans Nestor Burma, détective de choc, de Jean-Luc Miesch, film dans lequel Michel Serrault interprète le rôle-titre. Guy Marchand reprendra, près de dix ans plus tard et pour de nombreuses années durant, le rôle du détective privé dans la série télévisée Nestor Burma.
En 1985, il est aux côtés de Jean-Paul Belmondo et de Jacques Villeret pour le réalisateur Alexandre Arcady dans Hold-up.
En 1986, Costa-Gavras le dirige avec Johnny Hallyday dans Conseil de famille.
L'année 1987 est une année faste au cinéma pour Guy Marchand : il est un concessionnaire automobile cynique dans L'Été en pente douce, de Gérard Krawczyk aux côtés de Jean-Pierre Bacri  et Pauline Lafont. La même année, il incarne l'inspecteur de police Leroyer dans Noyade interdite réalisé par Pierre Granier-Deferre avec Philippe Noiret. Il tourne aussi dans le film de et avec Roger Hanin, La Rumba,  et le film Châteauroux district avec Nathalie Nell et Edward Meeks pour le réalisateur Philippe Charigot.

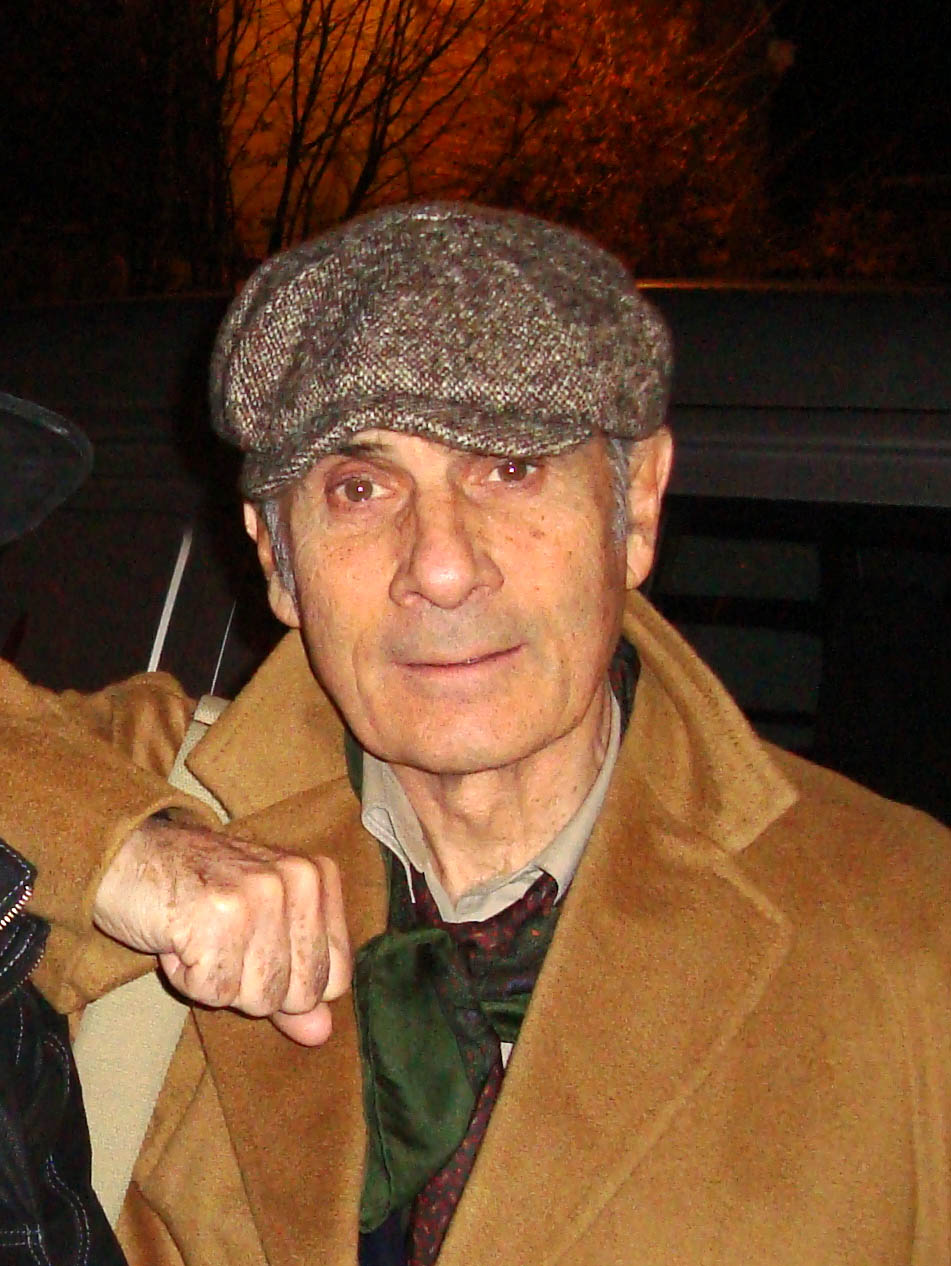
Guy Marchand en 2008 à Tournai (Belgique).

Outre le parachutisme, Guy Marchand a pratiqué la boxe, l’équitation, le polo, le sport automobile au volant d'une Simca 1000 Rallye 2 avec le Star Racing Team.
En 2007, il publie son autobiographie, Le Guignol des Buttes-Chaumont.
Il se consacre ensuite à l'écriture avec la publication de plusieurs romans, Un rasoir dans les mains d'un singe, en 2008, Le Soleil des enfants perdus, en 2011, qui reçoit le prix Jean-Nohain en 2012.
En 2012, Guy Marchand revient avec l'album Chansons de ma jeunesse, dans lequel il revisite les standards de la chanson française.
En 2017 et 2018, il tient son propre rôle dans la série Dix pour cent.
En 2018, il apparaît dans le film Le Doudou, où il joue le rôle de Francis, un retraité un peu coquin.
En 2020, il rencontre le musicien/compositeur Ludovic Beier, avec qui il collabore pour la réalisation de son album Né à Belleville, qui sort en novembre 2020.

### Vie privée
Guy Marchand a été marié avec la comédienne Béatrice Chatelier (ex-quatrième épouse d'Eddie Barclay), son épouse de fiction dans le film Les Sous-doués en vacances, avec qui il a eu deux enfants, Jules et Ludivine.
Dans les années 1990, il s'installe dans le Luberon, à côté de Lacoste, puis à Eygalières, où il élève des chevaux dans son mas provençal. À la suite de la séparation d'avec sa compagne de l'époque, Valérie Denis, il quitte le Luberon pour s'installer dans le village de Mollégès, au cœur des Alpilles.
En 2006, il rencontre, à l'aéroport de Roissy-Charles-de-Gaulle, Adelina qui exerce alors le métier d'agent de sûreté. Adelina Khamaganova, est un mannequin d'origine russe, de quarante ans sa cadette, il l'épouse en 2007.
Après quelques années de vie commune, Adelina le quitte pour s'installer en Allemagne. Elle refait sa vie et a eu plusieurs enfants avec son nouveau compagnon. Guy Marchand n'ayant pas divorcé, les enfants d'Adelina portent en conséquence le patronyme de l'artiste.
En novembre 2019, Guy Marchand qui vit toujours séparé de sa femme Adelina, révèle être ruiné, dépassé par sa passion dévorante des voitures.

### Mort
Hospitalisé la veille, Guy Marchand meurt le 15 décembre 2023 à l'hôpital de Cavaillon, à l'âge de 86 ans. Ses obsèques ont lieu le 27 décembre 2023 à l'église Saint-Pierre-ès-Liens de Mollégès, avant qu'il soit inhumé au cimetière communal.

## Filmographie

### Cinéma
- 1970 : Boulevard du rhum de Robert Enrico : Ronald / l'acteur
- 1972 : Une belle fille comme moi de François Truffaut : Roger, dit Sam Golden
- 1975 : Attention les yeux ! de Gérard Pirès : Bob Panzani
- 1975 : Cousin, Cousine de Jean-Charles Tacchella : Pascal
- 1975 : L’Acrobate de Jean-Daniel Pollet : Ramon
- 1976 : Le Voyage de noces de Nadine Trintignant : le mari jaloux
- 1976 : Le Grand Escogriffe de Claude Pinoteau : Marcel
- 1977 : Tendre Poulet de Philippe de Broca : Beretti
- 1977 : L'Hôtel de la plage de Michel Lang : Hubert Delambre
- 1978 : Vas-y maman de Nicole de Buron : le journaliste
- 1978 : Le Maître-nageur de Jean-Louis Trintignant : Marcel Potier
- 1979 : Loulou de Maurice Pialat : André
- 1980 : Plein Sud de Luc Béraud : Max Moineau
- 1980 : Au-delà de la gloire (The Big Red One) de Samuel Fuller : Chapier
- 1980 : Rends-moi la clé de Gérard Pirès : Charlie
- 1981 : Nestor Burma, détective de choc de Jean-Luc Miesch : Marc Covet
- 1981 : Garde à vue de Claude Miller : Inspecteur Marcel Belmont
- 1981 : Coup de torchon de Bertrand Tavernier : Marcel Chavasson
- 1982 : Les Sous-doués en vacances de Claude Zidi : Jean-Louis Glomont dit Paul Memphis
- 1983 : Mortelle Randonnée de Claude Miller : l'homme pâle
- 1983 : Coup de foudre de Diane Kurys : Michel
- 1983 : T'es heureuse ? Moi, toujours... de Jean Marbœuf : le danseur
- 1984 : La Tête dans le sac de Gérard Lauzier : Romain
- 1984 : Stress de Jean-Louis Bertuccelli : Alex
- 1984 : P'tit Con de Gérard Lauzier : Bob Choupon
- 1985 : Hold-up d'Alexandre Arcady : Georges
- 1986 : Vaudeville de Jean Marbœuf : Gaston
- 1986 : Je hais les acteurs de Gérard Krawczyk : Egelhofer
- 1986 : Conseil de famille de Costa-Gavras : Maximilien Faucon
- 1987 : La Rumba de Roger Hanin : ma Pomme
- 1987 : Charlie Dingo de Gilles Béhat : Charlie Dingo
- 1987 : Grand Guignol de Jean Marbœuf : Baptiste
- 1987 : L'Été en pente douce de Gérard Krawczyk : André Voke
- 1987 : Noyade interdite de Pierre Granier-Deferre : inspecteur Leroyer
- 1987 : Châteauroux district de Philippe Charigot : Marc, dit Bebop
- 1988 : Bonjour l'angoisse de Pierre Tchernia : Lambert
- 1988 : L'Île aux oiseaux de Geoffroy Larcher : Bélisaire
- 1989 : Un père et passe de Sébastien Grall : Jacques Levasseur
- 1989 : Les Maris, les Femmes, les Amants de Pascal Thomas : Bruno
- 1989 : Coupe franche de Jean-Pierre Sauné : Favier
- 1989 : Sauf votre respect (Try this One for Size) de Guy Hamilton : Ottavioni
- 1990 : Ripoux contre ripoux de Claude Zidi : Guy Brisson
- 1995 : Le Nouveau Monde d'Alain Corneau : Dr Carrion
- 1996 : Le Plus Beau Métier du monde de Gérard Lauzier : Gauthier
- 1996 : Beaumarchais, l'insolent d'Édouard Molinaro : un membre de la cour
- 2001 : La Boîte de Claude Zidi : Pierre
- 2002 : Ma femme s'appelle Maurice de Jean-Marie Poiré : Boisdain
- 2002 : Tangos volés d'Eduardo de Gregorio : Lamblin / Bastiani
- 2006 : Dans Paris de Christophe Honoré : Mirko, le père
- 2006 : Paid de Laurence Lamers : Giuseppe
- 2007 : Après lui de Gaël Morel : François
- 2008 : Passe-passe de Tonie Marshall : Pierre Delage
- 2010 : L'Arbre et la Forêt d'Olivier Ducastel, Jacques Martineau : Frédérick Muller
- 2013 : La Dune de Yossi Aviram : Paolo
- 2014 : Calomnies de Jean-Pierre Mocky : Horace
- 2014 : L'Art de la fugue de Brice Cauvin : Francis
- 2015 : Paris-Willouby de Quentin Reynaud et Arthur Delaire : Le policier
- 2016 : Hibou de Ramzy Bedia : le père de Rocky
- 2017 : Ôtez-moi d'un doute de Carine Tardieu : Bastien Gourmelon, le père d'Erwan
- 2018 : Le Doudou de Julien Hervé et Philippe Mechelen : Francis
- 2019 : Convoi exceptionnel de Bertrand Blier : Le producteur
- 2020 : Tout nous sourit de Mélissa Drigeard : Henri
- 2022 : Les Folies fermières de Jean-Pierre Améris : Léo
- 2023 : La Plus Belle pour aller danser de Victoria Bedos : Jean-Jacques

### Télévision
- 1973 : Musidora de Jean-Christophe Averty : René Cresté
- 1974 : Le Pain noir de Serge Moati : Darbois
- 1974 : Les Cinq Dernières Minutes de Claude Loursais, épisode Fausses notes : Julien Froment
- 1976 : Le Cœur au ventre de Robert Mazoyer : Nino Cerretti
- 1977 : La Mort amoureuse de Jacques Ertaud : Robert
- 1980 : Opération Trafics (série TV de 6 épisodes) : inspecteur Mathieu
- 1981 : La Voie Jackson de Gérard Herzog : Charlot
- 1981 : Les Héroïques de Joël Santoni : Rousseau
- 1983 : Trois morts à zéro de Jacques Renard : Luc Vachet
- 1983 : L'Homme de la nuit de Juan Luis Buñuel
- 1984 : L'Homme de Suez de Christian-Jaque : Ferdinand de Lesseps
- 1984 : Le Tueur triste de Nicolas Gessner : Simon
- 1988 : Sueurs froides (1 seul épisode) : Fernand
- 1989 : Passez une bonne nuit de Jeannot Szwarc : Ottavioni
- 1990 : Le Denier du colt de Claude Bernard-Aubert : Ottavioni
- 1990 : Les Belles Américaines de Carol Wiseman : Dr Paul Charmant
- 1990 : La Mémoire d'André Delacroix : Henri Lemercier
- 1991-2003 : Nestor Burma (série TV de 39 épisodes) : Nestor Burma
- 1998 : Fugue en ré de Christian Faure : Loulou
- 1999 : Trois Saisons d'Edwin Baily : Archange
- 2000 : Les Jours heureux de Luc Béraud : Gérard
- 2000 : Toute la ville en parle de Marc Rivière : Charles Verdier
- 2000 : Suite en ré de Christian Faure : Loulou
- 2002 : L'Été rouge (feuilleton télévisé) de Gérard Marx : capitaine Martin Le Brec
- 2003-2007 : Fargas (série TV de 5 épisodes) : Fargas
- 2004 : Pardon d'Alain Schwartzstein : Philippe
- 2004 : Les Passeurs de Didier Grousset :  Bernard Anthonioz
- 2005 : Trois Jours en juin de Philippe Venault : Edmond Valadon
- 2005 : Trois Femmes… un soir d'été (feuilleton télévisé) de Sébastien Grall : Lucien Sauveterre
- 2006 : La Fille du chef de Sylvie Ayme : Edmond Martin
- 2007 : Un crime très populaire de Didier Grousset : Mario Venturi
- 2010 : Un bébé pour mes 40 ans de Pierre Joassin : le père de Béatrice
- 2011 : Le Grand Restaurant de Gérard Pullicino : Raymond
- 2011 : La Résidence de Laurent Jaoui : Francis
- 2011 : Doc Martin (saison 2) de Stéphane Clavier : Jacques Le Foll
- 2012 : Scènes de ménages : ce soir, ils reçoivent : un coiffeur visagiste, ami de Liliane
- 2015 : Nos chers voisins fêtent la nouvelle année : un gentleman qui drague Chloé Varenko et ami de Jean-Pierre Lambert
- 2017 : Dix pour cent (saison 2, épisode 5 : Guy) : lui-même
- 2018 : La Minute vieille : lui-même
- 2018 : Dix pour cent (saison 3, épisode 3 : Gérard) : lui-même
- 2018 : Illégitime de Renaud Bertrand : Maurice
- 2019 : Prière d'enquêter de Laurence Katrian : Pierre Maillard
- 2021 : La Dernière Partie de Ludovic Colbeau-Justin : Francis

## Discographie

### Albums
- 1969 : Je cherche une femme
- 1970 : Guy Marchand chante Fragson
- 1979 : Guy Marchand
- 1980 : Le disque d'or de Guy Marchand (compilation)
- 1982 : Guy Marchand : 16 grands succès (compilation)
- 1987 : Master Serie : Guy Marchand (compilation)
- 1988 : Claude Bolling & Guy Marchand
- 1995 : Buenos Aires
- 1998 : Marchand de rêves : Le meilleur de Guy Marchand (compilation)
- 1998 : NostalGitan
- 2000 : L'homme qui murmurait à l'oreille des femmes
- 2002 : Demain j'arrête
- 2003 : CD Story : Guy Marchand (compilation)
- 2005 : Emilio
- 2006 : La dernière vague
- 2008 : A Guy in blue
- 2009 : Aujourd'hui on s'taille
- 2012 : Chansons de ma jeunesse
- 2020 : Né à Belleville

### Singleset EP

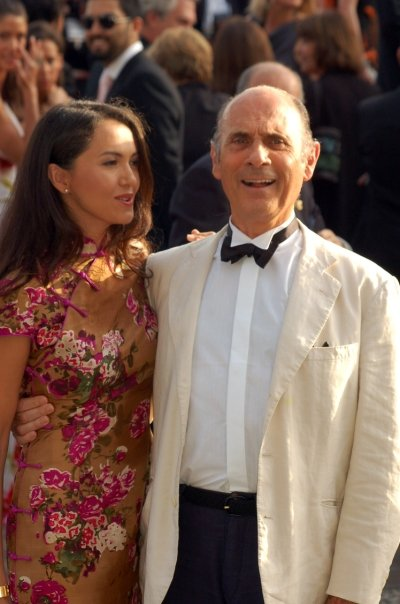
Guy Marchand au festival de Cannes 2007.

- EP La passionnata / Ça vous laisse perplexe / Le chanteur de charme / La rue Saint-Benoît (juin 1965)
- La Passionata / Le chanteur de charme (juillet 1965)
- EP L'amoureux transi / Casanova / Tout en dansant la rumba / Ba-Baby (novembre 1965)
- L'amoureux transi / Tout en dansant la rumba (novembre 1965)
- Si j'arrêtais la pendule / Ba-Baby (janvier 1966)
- EP Signor Caruso / Monsieur Al Capone / Ich Liebe Dich Marlene / Pardonne-moi Germaine (mai 1966)
- Signor Caruso / Monsieur Al Capone (mai 1966)
- Ich Liebe Dich Marlene / Pardonne-moi Germaine (mai 1966)
- EP Sentimental / Le Knack / Dancing / Vous (février 1967)
- Sentimental / Dancing (février 1967)
- EP Attendez-moi les gars / Mon amour a trop d'amour / Le gentleman de Monte-Carlo / Un garçon bien (juin 1967)
- Attendez-moi les gars / Mon amour a trop d'amour (juin 1967)
- EP Broadway / Frappe au foie / 1930 / Di Di Dui Da (février 1968)
- Broadway / Noir et blanc (avril 1968)
- EP Ben v'la aut'chose / J'aime les aventures / Sans moi / J'entends des pas (septembre 1968)
- Ben v'la aut'chose / Sans moi (octobre 1968)
- C'est une chanson d'amour / Je cherche une femme (mars 1969)
- EP Bye Bye les Girls / Baby Milady / Au fait mais je t'aime / La chanson est finie (mai 1970)
- Côté cour, côté jardin / C'est là que je descends (novembre 1970)
- Plaisir d'amour (en duo avec Brigitte Bardot) / Chanson de Ronald (1971, B.O. du film Boulevard du rhum)
- Que tes roses sont rouges Maria / L'Amerloque (juin 1971)
- Les filles on n'sait jamais / Me voilà seul encore une fois (juin 1972)
- Plein les bottes, les bottines et les boots / Danse à la belle étoile (mars 1973)
- Oh! Love / Lily Darling (décembre 1973)
- Lucille / Elle a 16 ans et c'est charmant (mai 1974)
- Moi je suis tango / Mister Tango (avril 1975)
- Attention les yeux / Qu'on est con (janvier 1976, B.O. du film Attention les yeux !)
- L'époque du mambo / Ma mère était gitane (mai 1976)
- Hey Crooner / Peggy (juin 1977)
- Relax / Las Vegas sur Marne (mai 1978)
- On s'reverra (mars 1979, B.O. du film Le Maître-nageur)
- Taxi de nuit / Dingue de blues (novembre 1981)
- Les Sous-doués en vacances, Destinée (1982, B.O. du film)
- Destinée (1982, B.O. du film Le père Noël est une ordure)
- Au Flamingo / Dites-moi (de quel côté vous vous endormez) (avril 1983)
- Romantic Romance (1984, B.O. du film La Tête dans le sac)
- Bleu dur / Encore une cigarette de plus (1986)
- Le chapeau de Zozo / J'ai deux amours (en duo avec Vivian Reed) (1987, B.O. du film La Rumba)
- So Near So Far (1987, B.O. du film Chateauroux district)
- Hôtel des Solitudes / Sois tendre (1995)
- Ci-gît le gitan / I've Got You Under My Skin (fin 1998)
- Ragazza / Besame Mucho (fin 1998)
- Ouvrier de l'amour / Encore (2000)

## Publications
- 2007 : Le Guignol des Buttes-Chaumont (autobiographie), Michel Lafon
- 2008 : Un rasoir dans les mains d’un singe, Michel Lafon
- 2011 : Le Soleil des enfants perdus, Ginkgo éditeur — prix Jean-Nohain 2012
- 2014 : Calme-toi, Werther !, Ginkgo éditeur
- 2015 : Carnet d'un chanteur de casino hors saison, Cherche Midi

## Distinctions

### Récompenses
- Césars 1982 : César du meilleur acteur dans un second rôle pour Garde à vue
- Festival des créations télévisuelles de Luchon 2019 : Prix spécial

### Nominations
- Césars 1981 : César du meilleur acteur dans un second rôle pour Loulou
- Césars 1984 : César du meilleur acteur dans un second rôle pour Coup de foudre
- Césars 1988 : César du meilleur acteur dans un second rôle pour Noyade interdite
- Césars 2007 : César du meilleur acteur dans un second rôle pour Dans Paris

## Décorations
- Chevalier de la Légion d'honneur en 1993[27]